# Чашники (місто)
Ча́шники (біл. Чашнікі) — місто в Вітебській області Білорусі. Адміністративний центр Чашницького району.
Населення міста становить 9,6 тис. осіб (2006).

## Географія
На південно-східній околиці міста річка Лукомка впадає у річку Уллу.

## Економіка
В місті працюють паперова фабрика «Червона зірка», льонозавод, підприємства харчової промисловості. Є 4 середні школи. Автобусна станція зв'язує місто з Мінськом та Вітебськом, за 2 км на південь знаходиться залізнична станція.

## Історія
Місто відоме в історії двома битвами, що тут проходили:
- Битва при Чашниках 1564 року, коли тут, на Іванських полях, загинув московський воєвода Шуйський
- Битва при Чашниках 1812 року між французькими (маршал Віктор) та російськими (князь Вітгенштейн) військами.

Вперше місто згадується 1504 року. Воно було власністю Володковичів. Тут був збудований домініканський костел, який в 1868 році перетворений на православну церкву. Населення на початок XX століття становило близько 5 тис. осіб, жителі займались землеробством та торгівлею (євреї).
В період з 1558 по кінець 1960-их тут знаходилась фортеця.

## Відомі люди
- Юр'єв Зіновій Юрійович (при народженні Зяма Юдович Грінман) (*1925) — російський радянський письменник-фантаст.